# Labe (Malá Skála)
Labe jsou malá vesnice, část obce Malá Skála v okrese Jablonec nad Nisou v Libereckém kraji. Labe leží v katastrálním území Sněhov o výměře 4,39 km².

## Historie
První písemná zmínka o vesnici pochází z roku 1615.

## Pamětihodnosti
- památkově chráněný venkovský dům če. 643
- památkově chráněný Vacardův vodní mlýn (čp. 191)
- řada dalších, úředně nechráněných staveb lidové architektury